# Dongfeng Liuzhou Motor
Dongfeng Liuzhou Motor Co., Ltd. — дочернее подразделение Dongfeng Motor Corporation, расположенное в Лючжоу. Основано 6 октября 1954 года и выпускает автомобили с 1969 года.
Компания выпускает автомобили под брендом DongFeng Forthing. Наиболее известные автомобили компании: Jingyi S50, Forthing S500, Forthing Lingzhi и Forthing CM7. Некоторые модели продаются на рынках Латинской Америки, таких как Чили и Перу, под брендами Dongfeng, DFM или DFLZ.
Также компания выпускает грузовые автомобили под брендами Dongfeng Chenglong, BaLong и LongKa.

## Продукция
Forthing (Fengxing):
- Fengxing T5/Fengxing T5L
- Fengxing T5 EVO
- Fengxing SX6/Fengxing SX6 EV
- Fengxing S500/Fengxing S500 EV
- Fengxing F600 MPV
- Fengxing CM7 MPV
- Forthing Yacht MPV

Lingzhi:
- Lingzhi V3
- Lingzhi M3
- Lingzhi M5 MPV

Joyear (Jingyi):
- Jingyi S50 EV
- Jingyi X3
- Jingyi X5
- Jingyi X6

## Галерея

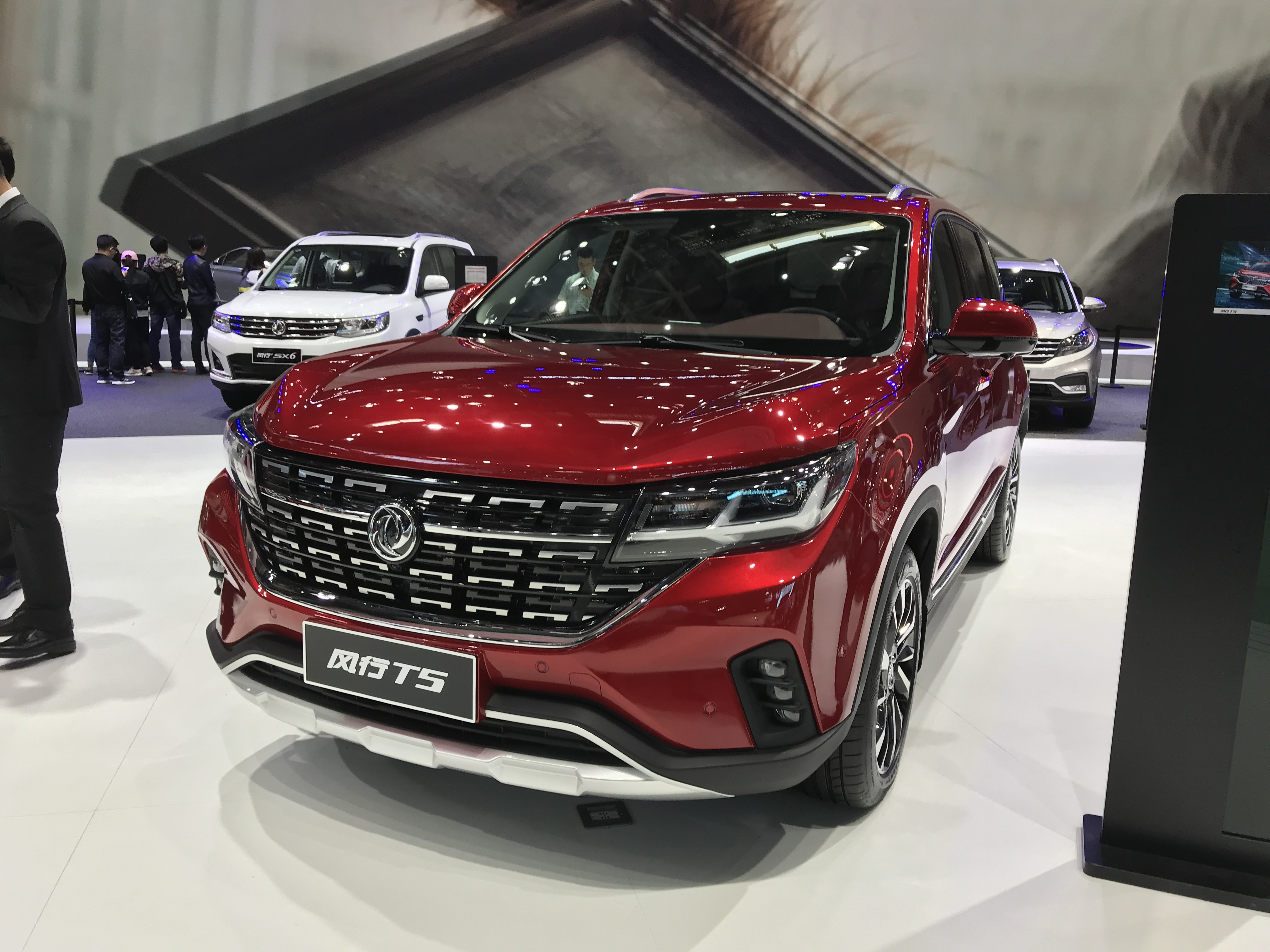
Dongfeng Fengxing T5
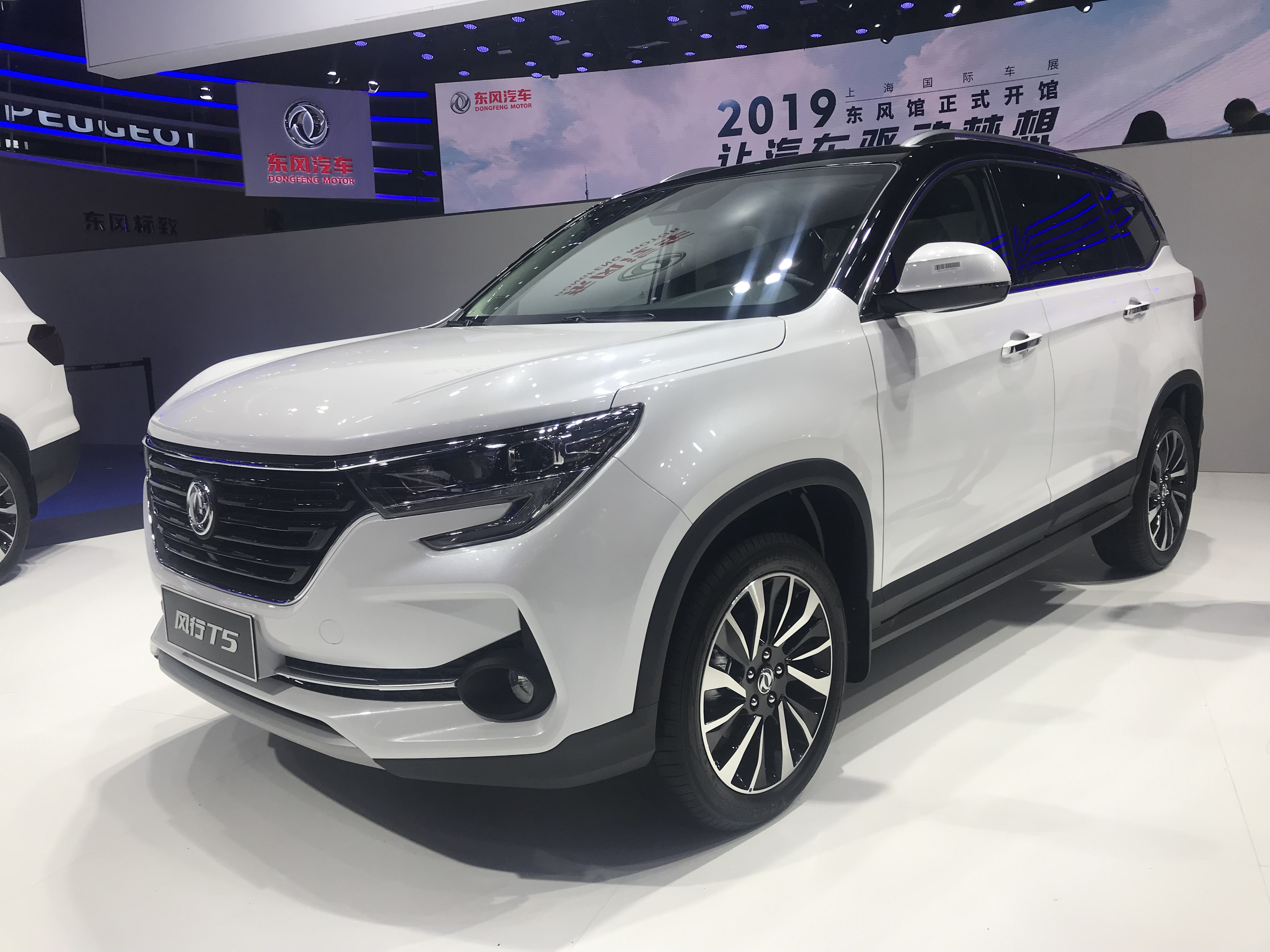
Dongfeng Fengxing T5
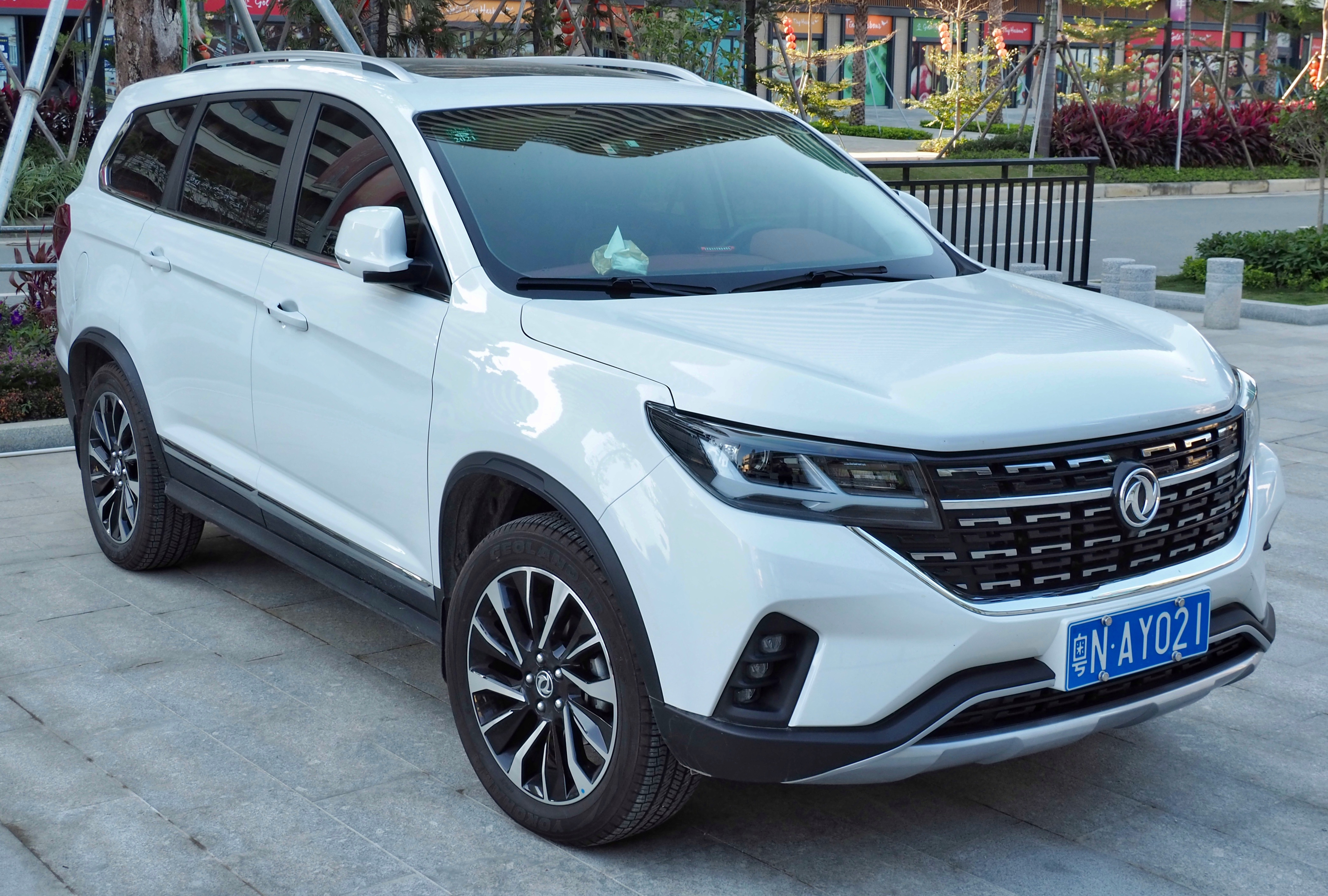
Dongfeng Fengxing T5L
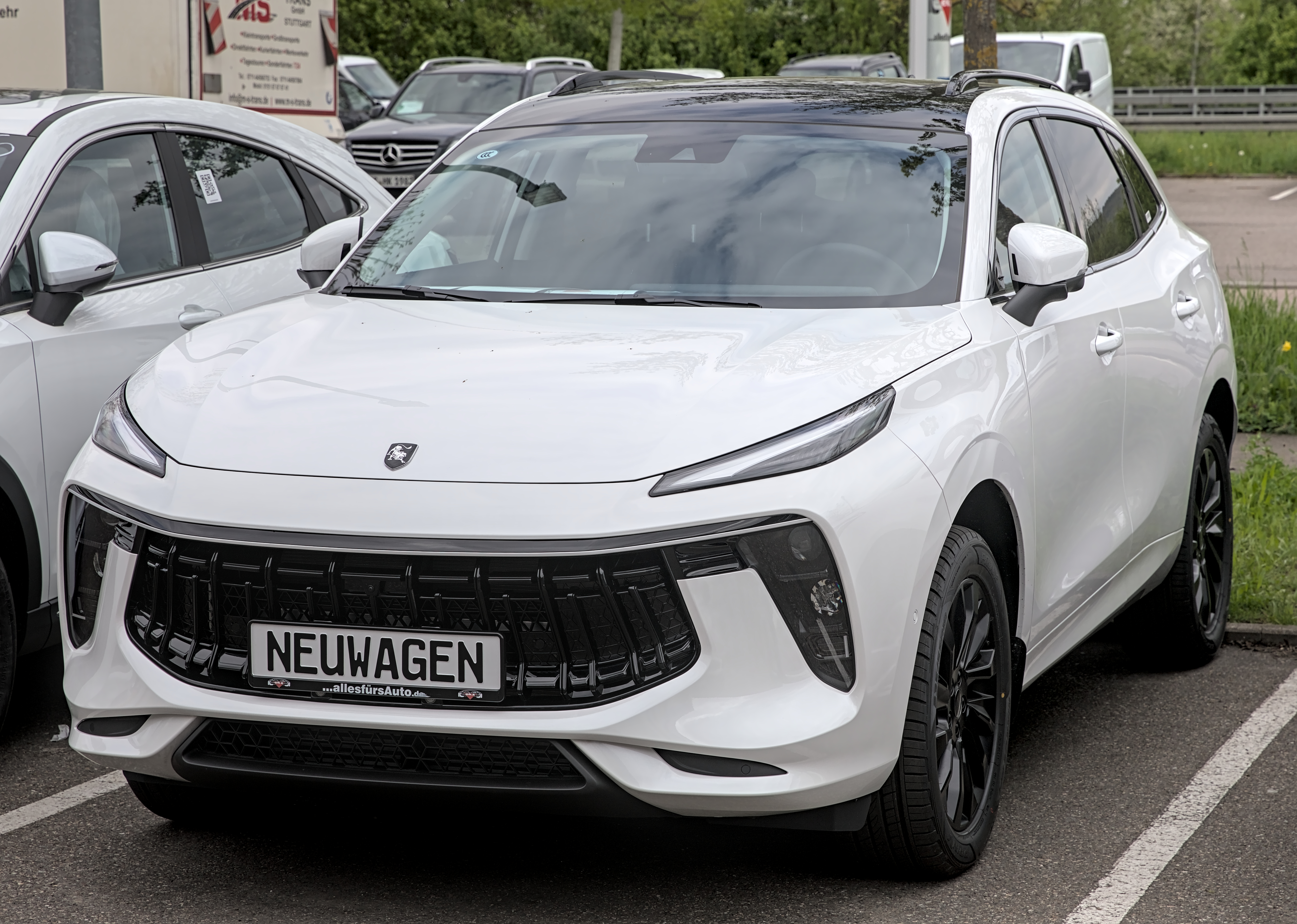
Forthing T5 EVO
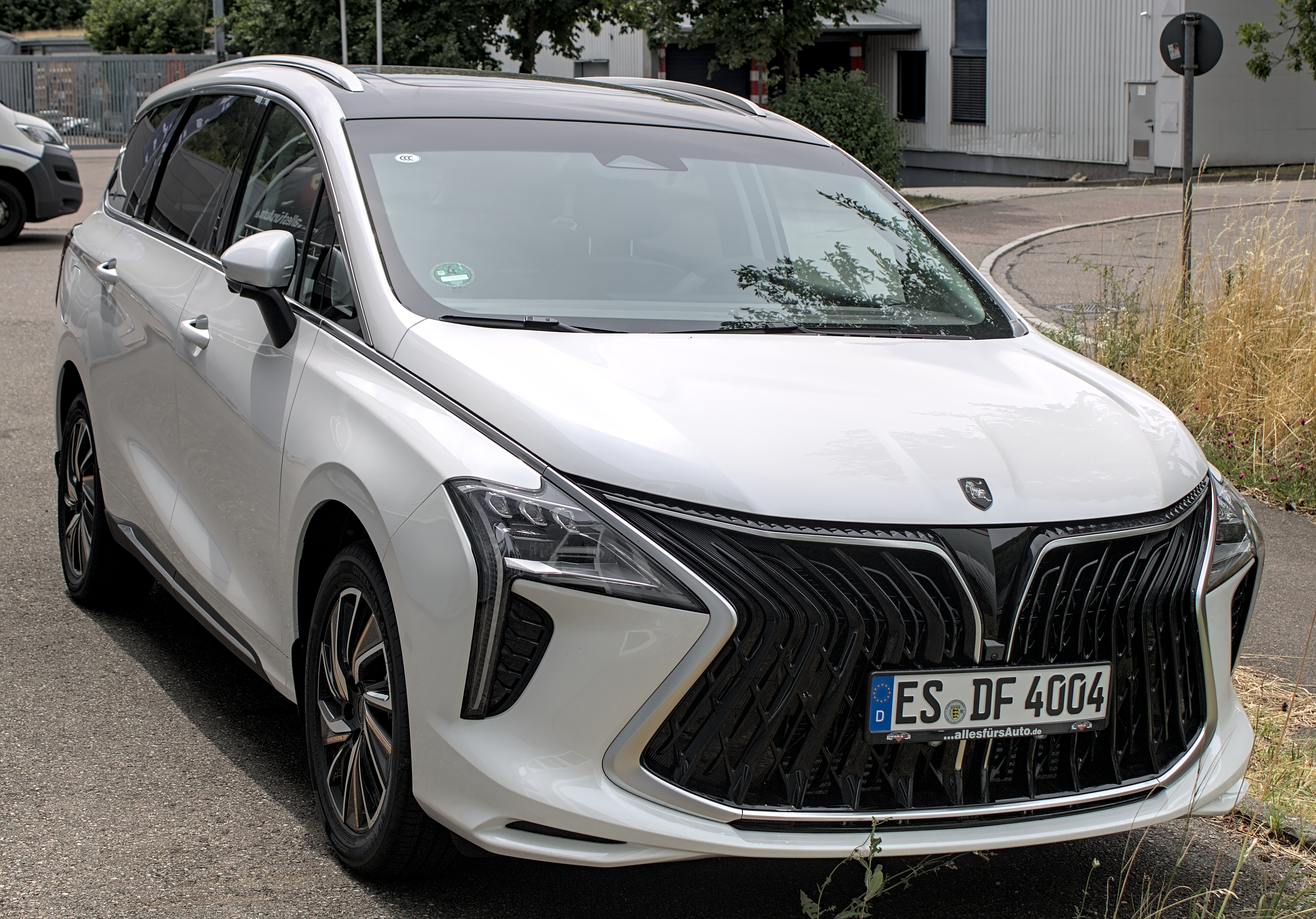
Forthing Yacht
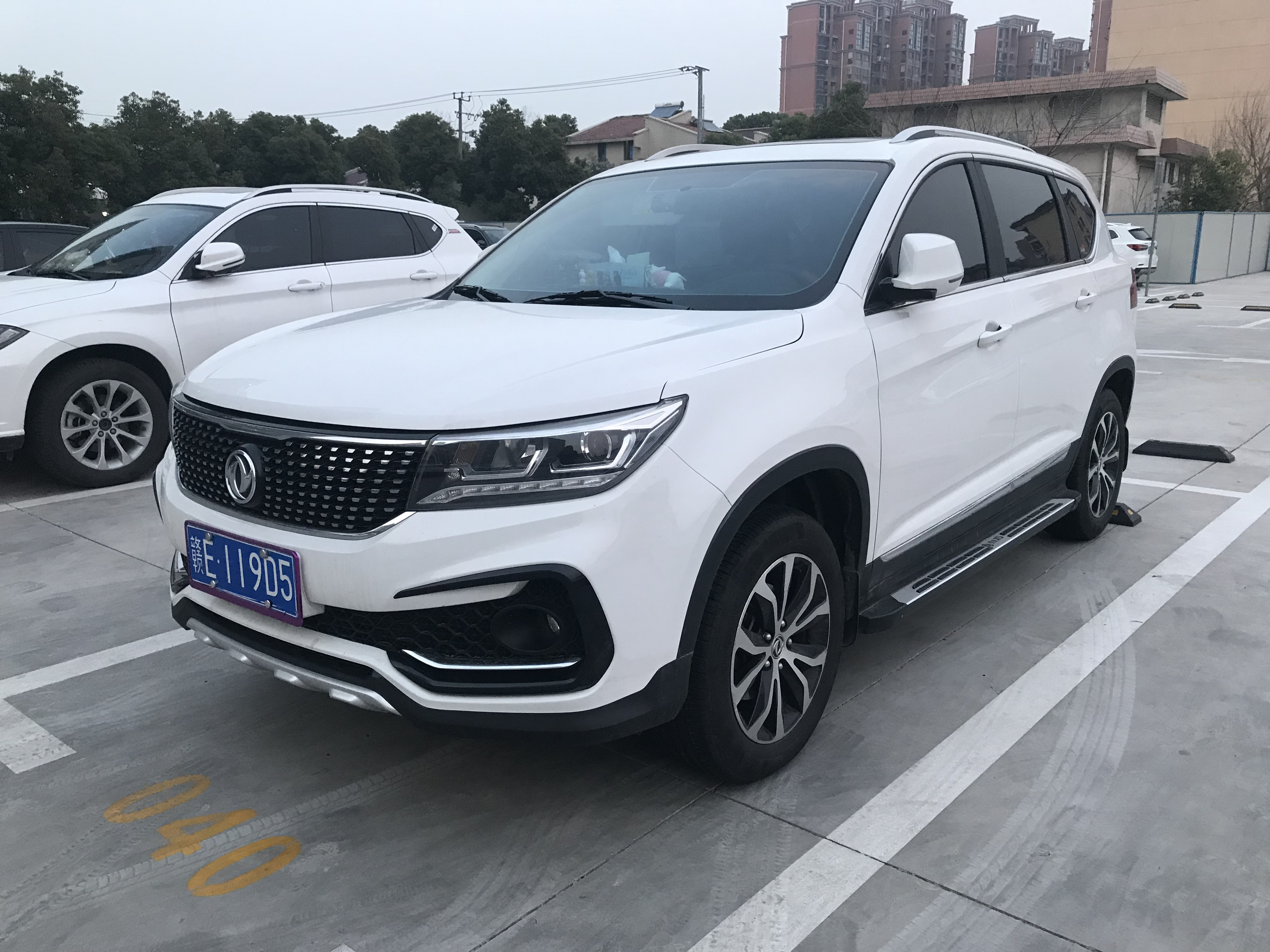
Dongfeng Fengxing Jingyi X5
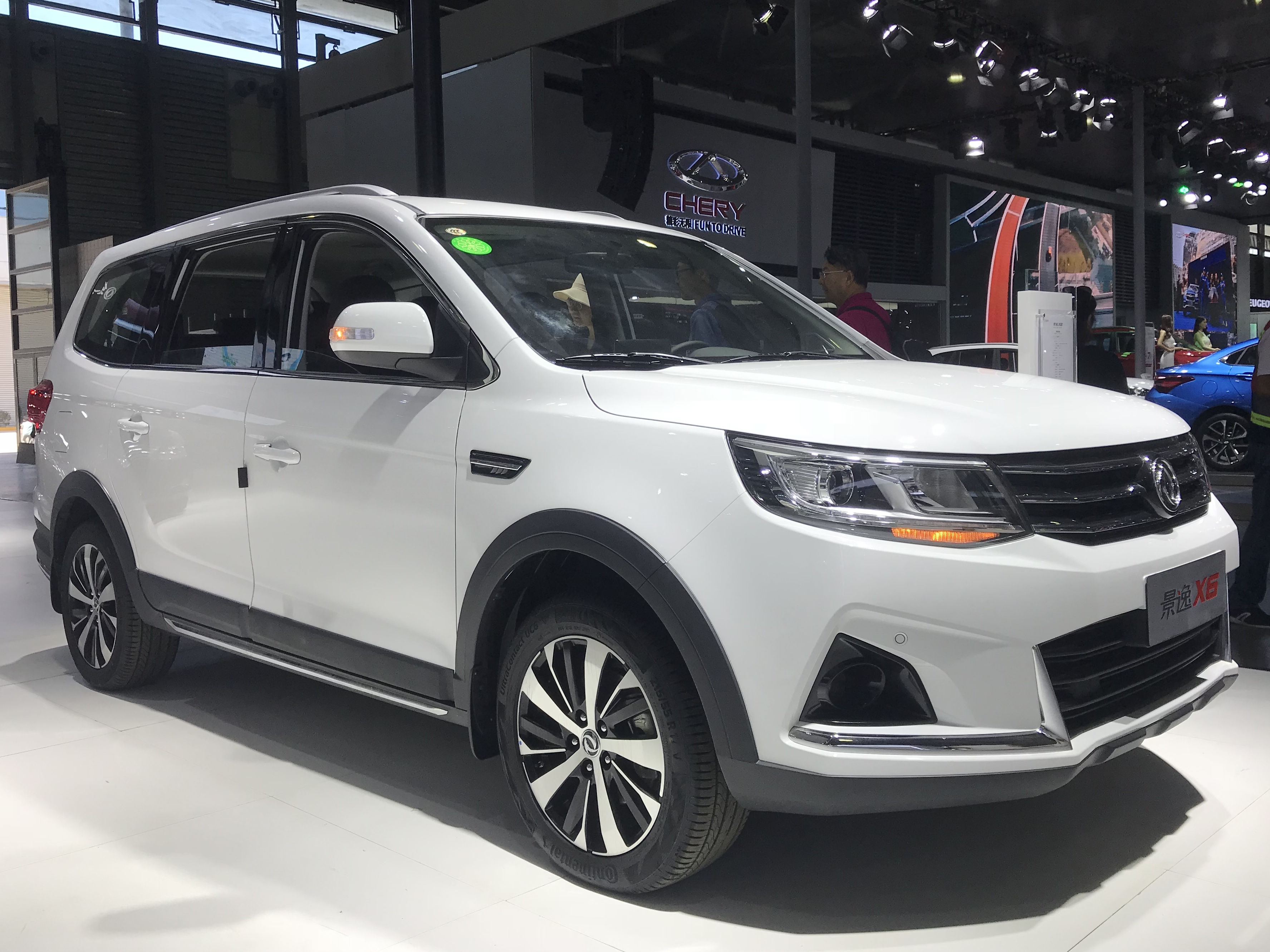
Fengxing Jingyi X6
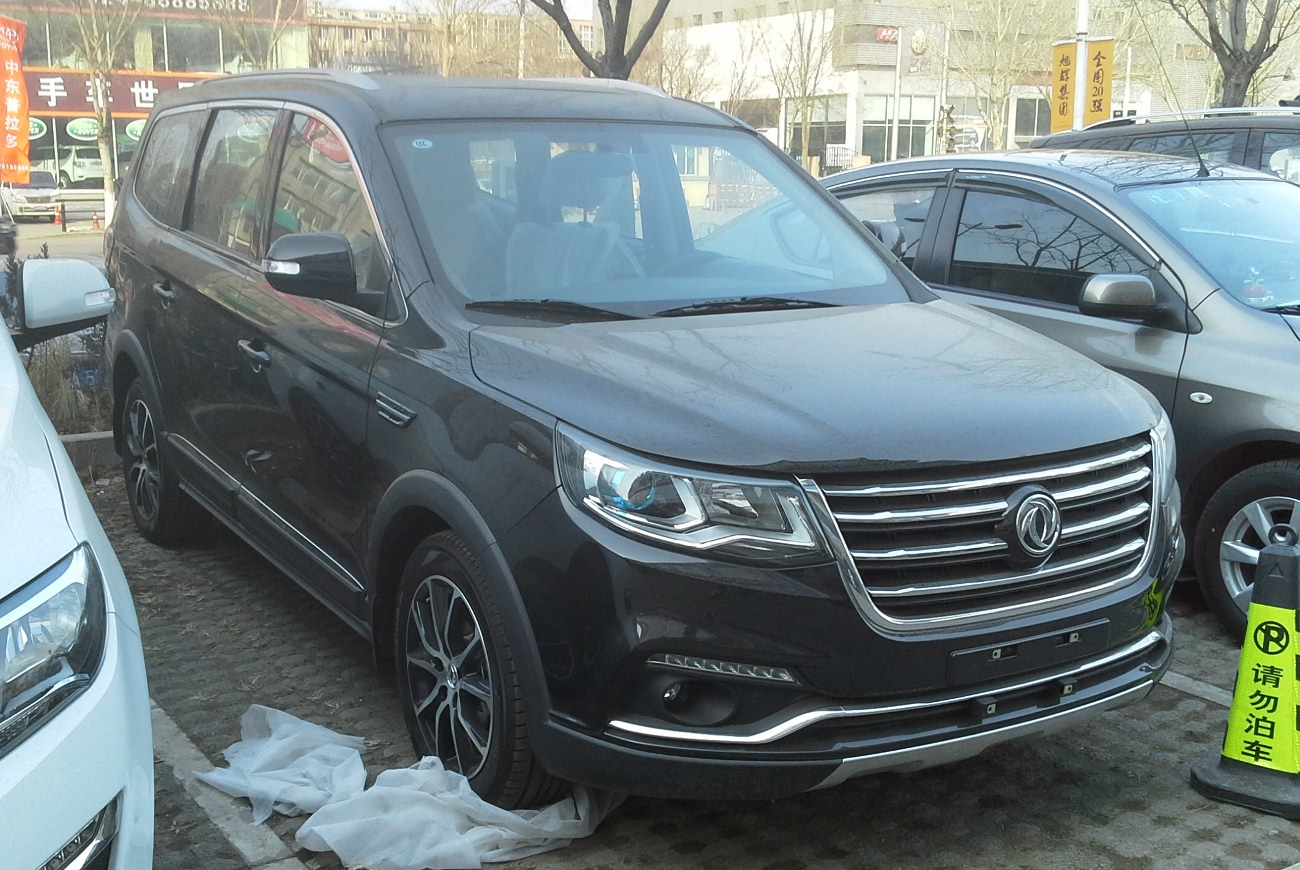
Dongfeng Fengxing SX6
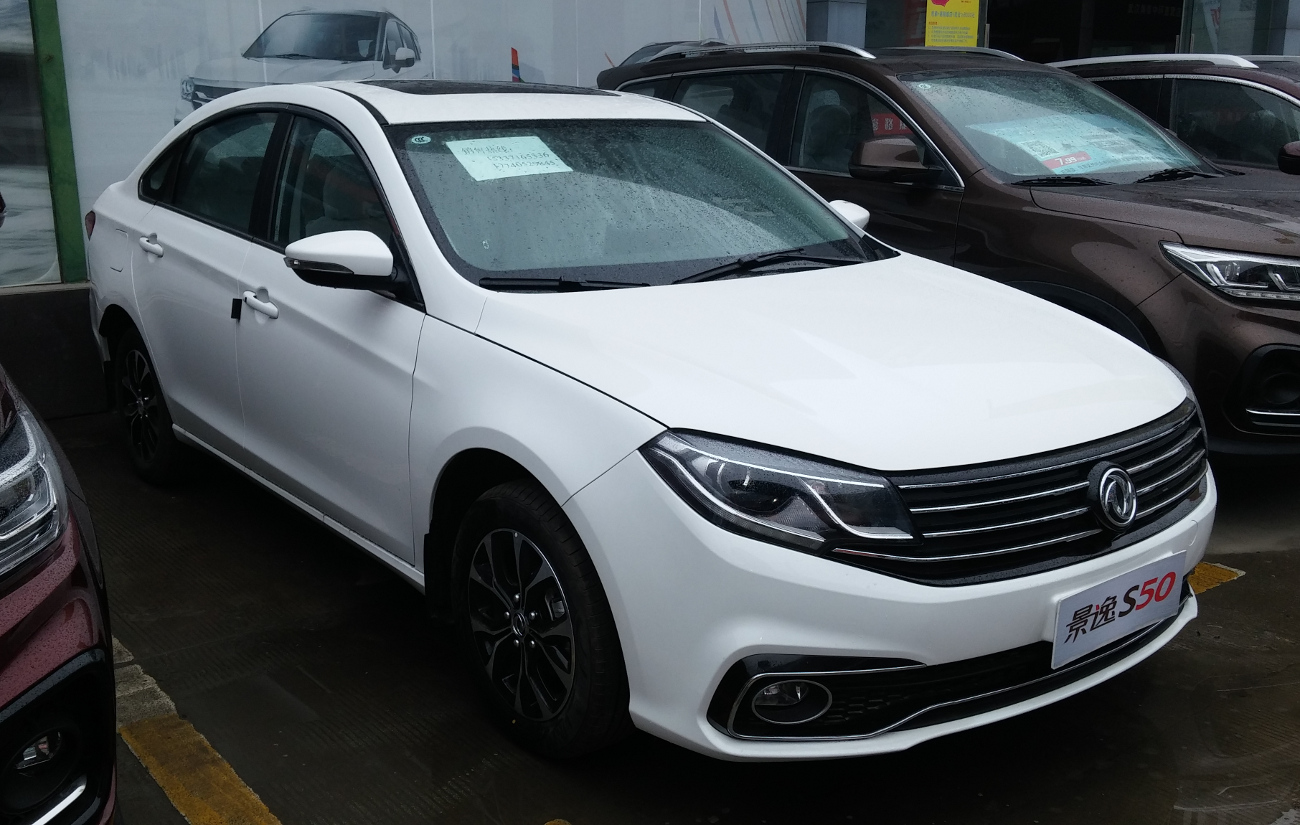
Dongfeng Fengxing Jingyi S50
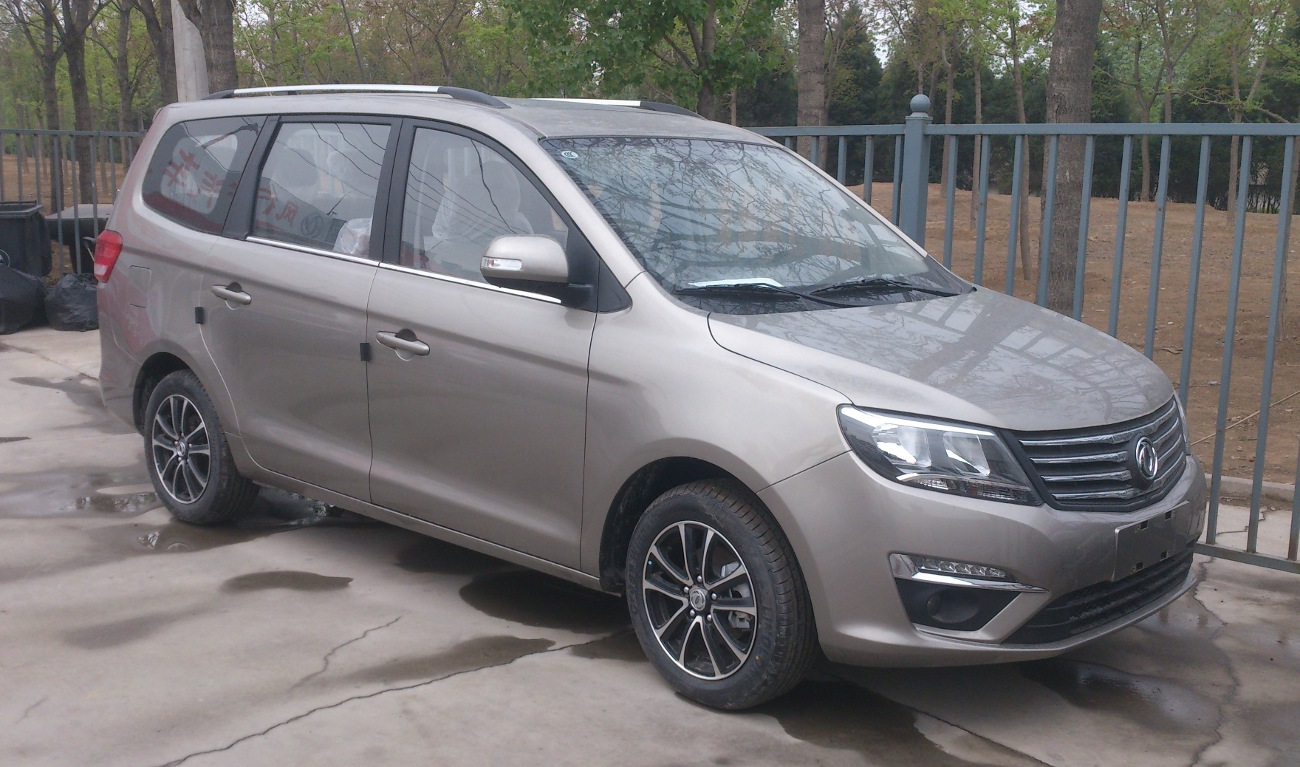
Dongfeng Fengxing S500
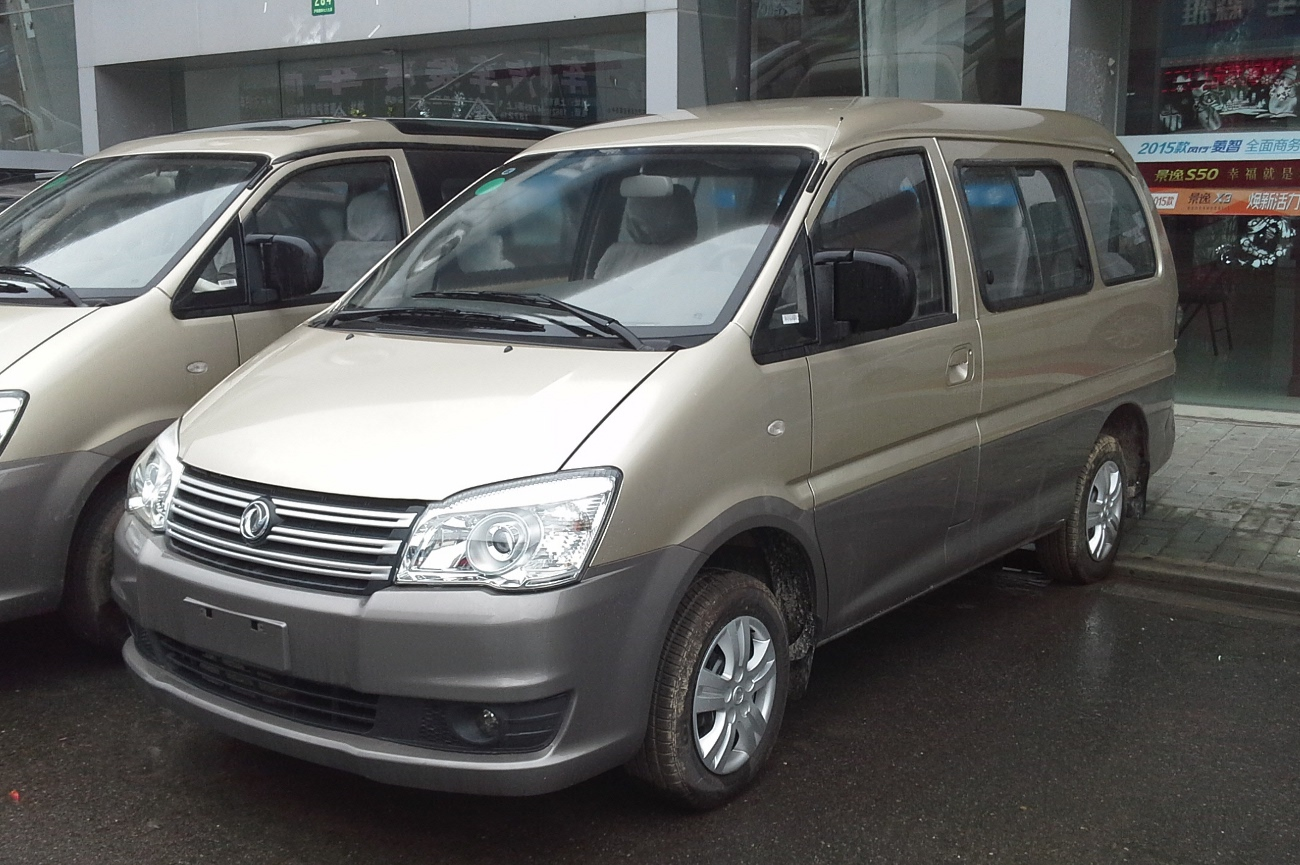
Dongfeng Fengxing Lingzhi M3
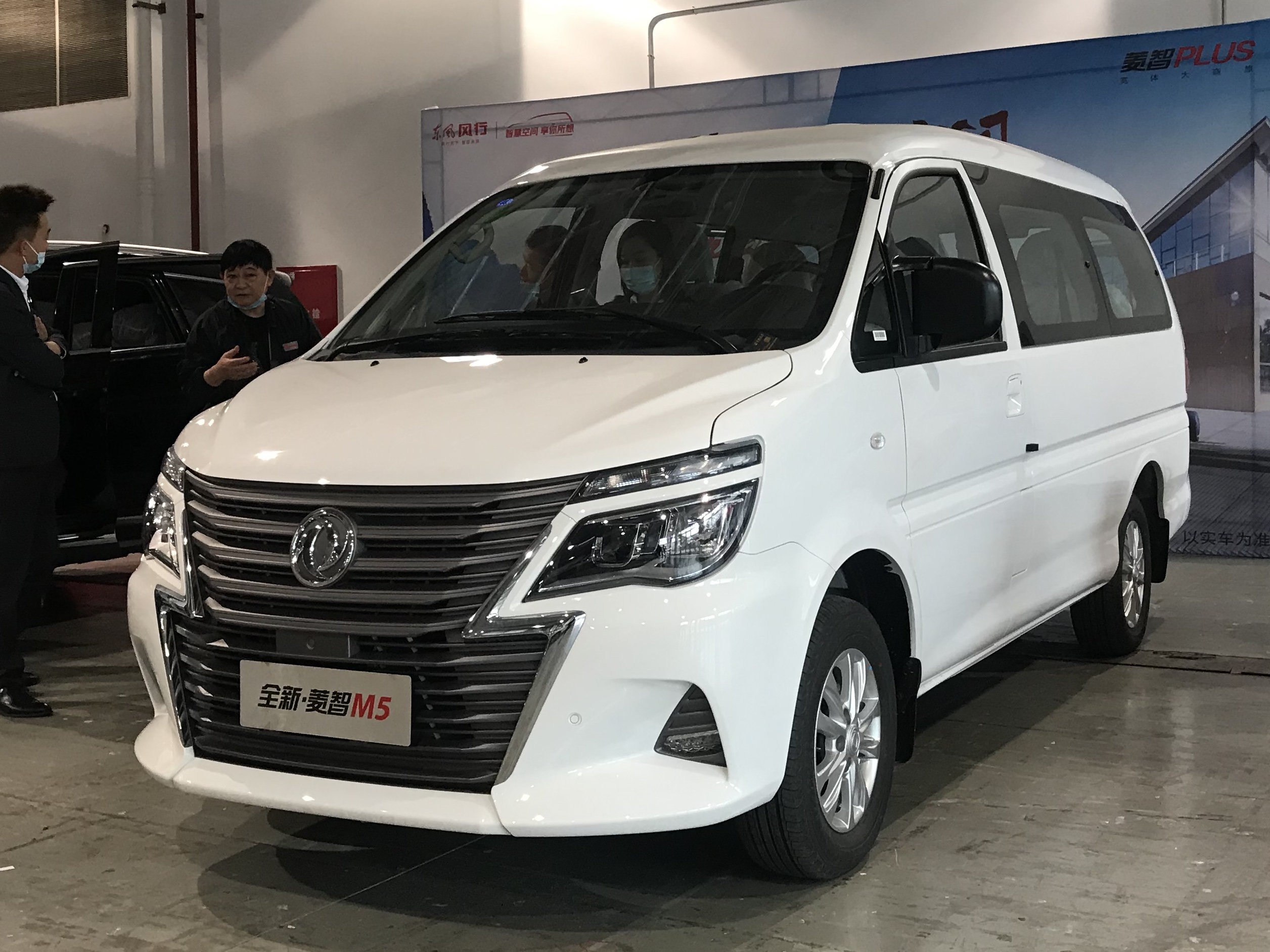
Dongfeng Fengxing Lingzhi M5
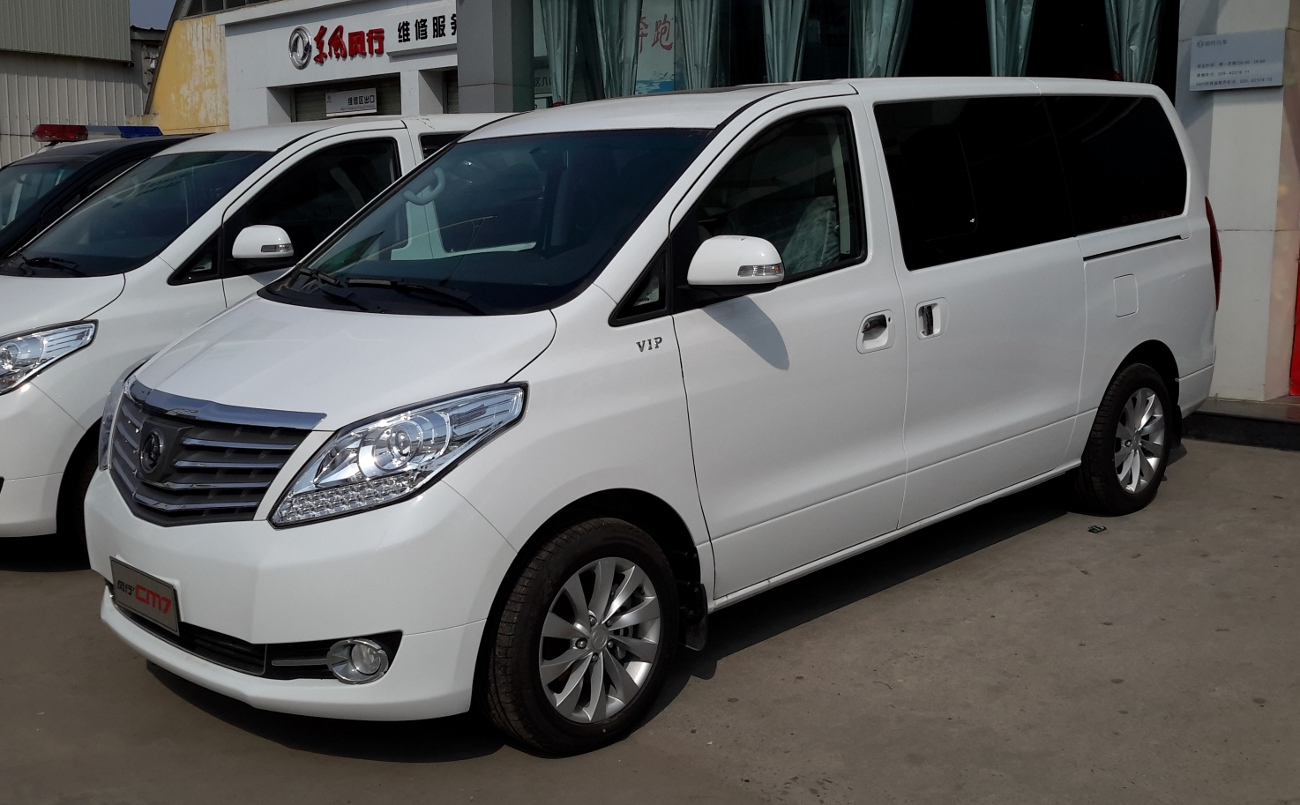
Dongfeng Fengxing CM7
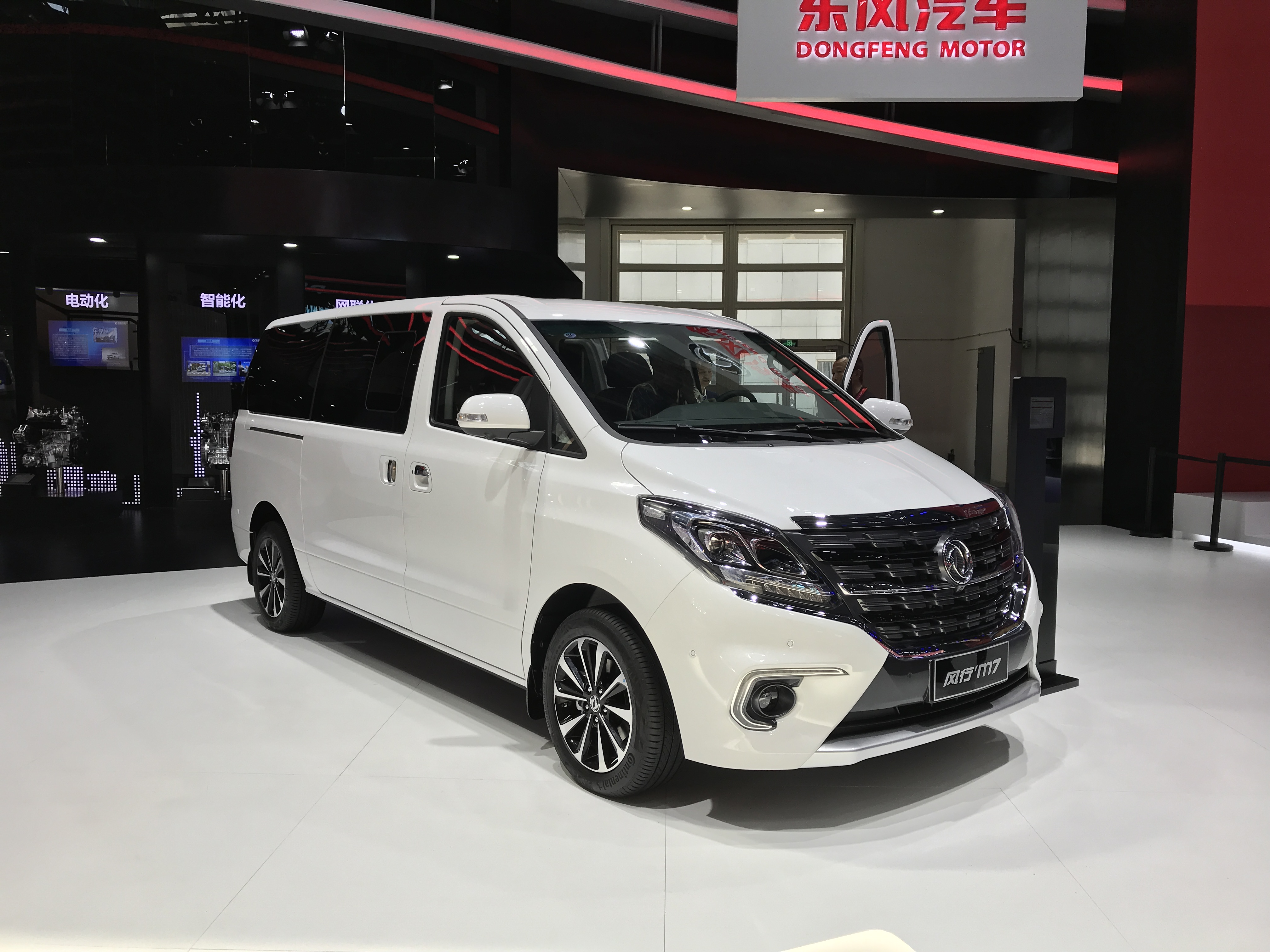
Dongfeng Fengxing M7